# Caren Metschuck
Caren Metschuck (Greifswald, República Democràtica Alemanya, 27 de setembre de 1963) és una nedadora alemanya, ja retirada, guanyadora de quatre medalles olímpiques.
Especialista en la modalitat de crol i papallona, va participar, als 16 anys, en els Jocs Olímpics d'Estiu de 1980 realitzats a Moscou (Unió Soviètica), on va aconseguir guanyar la medalla d'or en les proves dels 100 metres papallona, relleus 4x100 metres lliures i relleus 4x100 m. estils, establint sengles rècords del món en les proves de relleus amb un temps de 3:42.71 i 4:06.67 minuts respectivament. En aquests mateixos Jocs aconseguí guanyar, així mateix, la medalla de plata en la prova dels 100 metres lliures, just per darrere de la seva compatriota Barbara Krause.
Al llarg de la seva carrera guanyà dues medalles al Campionat del Món de natació, una d'elles d'or, i tres medalles en el Campionat d'Europa de natació, totes elles d'or.